# 대구한솔초등학교
대구한솔초등학교(한자:大邱한솔初等學校)는 대한민국 대구광역시 달서구에 있는 공립 초등학교이다.

## 학교 연혁
- 2012-06-04 가칭 월배4초 학교설립 계획안 수립
- 2013-12-27 학교시설 공사 시작
- 2014-09-17 교명 선정(월배4초 → 대구한솔초등학교)
- 2014-11-28 통학구역 설정
- 2015-02-25 급식 시식회 개최
- 2015-03-01 정병재 초대 교장 부임
- 2015-03-01 21학급 개교
- 2015-05-01 제1회 한솔운동회
- 2015-06-03 개교기념식
- 2015-10-16 한솔예술제 작품 전시회
- 2015-10-16 제1회 한솔교육과정 발표회
- 2016-02-04 제1회 졸업식
- 2016-03-01 27학급 편성(6학급 증설)
- 2016-03-02 입학식(1학년 입학생 135명)
- 2016-12-20 청렴도향상의지 최우수학교(교육감 표창)
- 2016-12-23 2017학년도 대구행복학교지정
- 2016-12-27 학부모 학교 참여 우수사례 전국 최우수(교육부장관 표창)
- 2016-12-28 팔공수련과정 우수학교(교육감 표창)
- 2016-12-28 방과후학교 운영 최우수학교(교육감 표창)
- 2016-12-31 장학활동 우수학교(교육감 표창)
- 2016-12-31 학교폭력제로 학교(교육감 표창)
- 2017-02-15 제2회 졸업식(졸업생 57명)
- 2017-03-01 일반학급 34학급 편성(7학급 증설)
- 2017-09-01 제2대 권오기 교장 선생님 부임
- 2017-02-09 제3회 졸업식(졸업생 87명)
- 제 3대 오순화 교장 선생님 부임

## 참고 자료
- 대구한솔초등학교 - 한국교육학술정보원 학교알리미